# Pwned

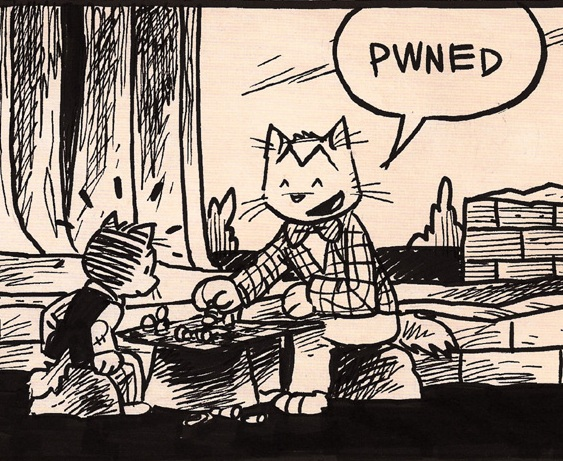
Laugh-Out-Loud Cats #736, d'Adam "Ape Lad" Koford. Dos gats vagabunds Kitteh i Pip estan jugant als escacs, i Kitteh diu "PWNED".

El terme pwned és un derivat de l'anglès owned o own, i implica el sotmetiment o la humiliació d'un rival, utilitzat principalment en la cultura dels jocs d'Internet per insultar a un oponent que acaba de ser derrotat. L'inici de la seva utilització s'atribueix a un error d'escriptura en un mapa del joc Warcraft, ja que en els teclats qwerty la "p" i la "o" es troben al costat l'una de l'altra. També s'atribueix a l'expressió que s'utilitza en executar un escac i mat en el joc d'escacs amb un peó, pawn en anglès.
En l'argot hacker o de pirateria informàtica, pwn fa referència a la filtració de dades que es pot produir a partir del correu electrònic, d'aplicacions en línia, dels serveis d'emmagatzematge al núvol, per tenir el control d'un ordinador, lloc web, etc. Les dades robades, el nom d’usuari o les contrasenyes es poden exposar de forma pública i comprometre la seguretat d’aquell compte.
Have I Been Pwned?  (Han filtrat les meves dades?) és un web que permet als usuaris d'Internet comprovar si les seves dades personals han estat filtrades; només cal escriure la pròpia adreça electrònica i, en cas que hagin estat exposades, immediatament apareixerà un missatge que diu «Oh no — pwned!», amb informació sobre les vegades que això ha passat i quines dades s'han filtrat. Aquesta informació és possible perquè el servei recopila i analitza centenars de bolcats de bases de dades que contenen dades sobre milers de milions de comptes filtrats. El lloc ha estat àmpliament promocionat com un recurs valuós per als usuaris d'Internet que desitgen protegir la seva pròpia seguretat i privacitat.
L'any 2027, una campanya de correu brossa es va dedicar a fer xantatge tot amenaçant amb publicar imatges íntimes a canvi d'un pagament amb bitcoins, i mostrava a les seves víctimes el noms d'usuari i contrasenya obtingudes en bases de dades. Els usuaris que usen la mateixa contrasenya en diversos serveis web i que no la canvien amb regularitat poden creure en la veracitat de l'amenaça, si coincideix amb la seva contrasenya actual.
Segons l'Institut Nacional de Ciberseguretat espanyol, l'any 2023 hi va haver a tot l'Estat més de 80.000 incidents de ciberseguretat que implicaven en molts casos la filtració de credencials de les persones o entitats afectades.